# Anatolij Mironow
Anatolij Pawłowicz Mironow, ros. Анатолий Павлович Миронов (ur. 1 lipca 1947) – radziecki żużlowiec.
Siedmiokrotny finalista indywidualnych mistrzostw Związku Radzieckiego (najlepsze wyniki: 1976, 1977 – dwukrotnie VII miejsca). Czterokrotny medalista drużynowych mistrzostw Związku Radzieckiego: złoty (1973), dwukrotnie srebrny (1968, 1972) oraz brązowy (1969). Brązowy medalista indywidualnych mistrzostw Rosji (1970). Sześciokrotny medalista indywidualnych mistrzostw Ukrainy: czterokrotnie zloty (1974, 1975, 1977, 1981), srebrny (1976) oraz brązowy (1978).
Reprezentant Związku Radzieckiego w eliminacjach indywidualnych mistrzostw świata (Czerkiesk 1972 – X miejsce w finale kontynentalnym).